# Parco nazionale Kalkalpen
Il parco nazionale Kalkalpen (in tedesco: Nationalpark Kalkalpen) è un parco nazionale situato in Alta Austria, in Austria.